# Siemion Byczkow (pilot)
Siemion Trofimowicz Byczkow (ros. Семён Трофимович Бычков; ur. 15 maja 1918 we wsi Pietrowka w guberni woroneskiej, zm. 4 listopada 1946 w Moskwie) – radziecki kapitan lotnictwa, pilot kolaboracyjnej 1 Wschodniej Eskadry Lotniczej, a następnie dowódca 5 eskadry myśliwskiej 1 pułku lotniczego Sił Zbrojnych Komitetu Wyzwolenia Narodów Rosji podczas II wojny światowej.

## Życiorys
Od 1937 był członkiem Wszechzwiązkowej Partii Komunistycznej (bolszewików). W 1938 przeszedł szkolenie lotnicze w aeroklubie. W styczniu 1939 został zmobilizowany do Armii Czerwonej. Ukończył lotniczą szkołę wojskową w Borisoglebsku. Dostał przydział do 12 zapasowego pułku lotniczego. Od 16 grudnia 1940 służył jako młodszy lotnik w 42 pułku myśliwskim, a następnie w 287 pułku myśliwskim. 25 marca 1942 awansował do stopnia porucznika. Od 20 lipca tego roku sprawował funkcję zastępcy 287 pułku myśliwskiego. Wkrótce został aresztowany i skazany na karę 5 lat łagru za doprowadzenie do awarii samolotu. Jednakże 1 października kara została cofnięta. Następnie latał w 937 i 482 pułkach myśliwskich 322 dywizji myśliwskiej, walczących w rejonie Stalingradu i Kurska. Zestrzelił 17 niemieckich samolotów samodzielnie i 1 wspólnie z innym pilotem. 28 maja 1943 r. awansował na kapitana. 2 września tego roku otrzymał tytuł Bohatera Związku Radzieckiego.
10 grudnia został zestrzelony ogniem artylerii przeciwlotniczej i ranny dostał się do niewoli niemieckiej. Został osadzony w obozie jenieckim w Suwałkach, a następnie w Moritzfeldzie. Na początku 1944 r. wstąpił ochotniczo do kolaboracyjnej grupy lotniczej, zwanej Grupą Holtersa, działającej przeciwko partyzantom w rejonie Dźwińska. Po jej rozformowaniu we wrześniu tego roku, przybył do miejscowości Cheb w Protektoracie Czech i Moraw. Agitował w obozach jenieckim za wstępowaniem do kolaboracyjnych formacji lotniczych. Pod koniec 1944 został pilotem lotnictwa Sił Zbrojnych Komitetu Wyzwolenia Narodów Rosji pod dowództwem gen. Wiktora I. Malcewa. Na początku 1945 w stopniu majora objął dowództwo 5 eskadry myśliwskiej 1 pułku lotniczego. Pod koniec kwietnia tego roku dostał się do niewoli amerykańskiej i wraz z innymi własowskimi lotnikami został internowany w obozie pod Cherbourgiem. We wrześniu Amerykanie przekazali go stronie sowieckiej. Został przewieziony do Moskwy, gdzie 24 sierpnia 1946 r. skazano na karę śmierci przez rozstrzelanie, wykonaną 4 listopada tego roku. Decyzją Prezydium Rady Najwyższej ZSRR z 21 marca 1947 r. pozbawiono go wszelkich odznaczeń wojskowych i tytułu Bohatera Związku Radzieckiego.